# A mi manera (La Sexta)
A mi manera fue un programa emitido por La Sexta. Se estrenó el 2 de febrero de 2016. Está producido por Magnolia TV y es una adaptación del formato The Best Singers que se ha estrenado en más de diez países europeos: Alemania, Francia, Países Bajos, Rusia, Suecia, Bélgica, Dinamarca, Finlandia, Noruega y Estonia.

## Sinopsis
Siete estrellas de la música española conviven una semana y rinden homenaje a sus compañeros versionando sus mejores éxitos. Marta Sánchez, Mikel Erentxun, Sole Giménez, David DeMaría, Antonio Carmona, Nacho García Vega y Manolo Tena son los artistas seleccionados que comparten en este docu-reality sus grandes canciones, así como emotivos momentos cargados de recuerdos, anécdotas y confidencias.

## Episodios y audiencias
| Temporada | Temporada | Episodios | Estreno              | Final               | Audiencia media | Audiencia media | Audiencia media |
| Temporada | Temporada | Episodios | Estreno              | Final               | Espectadores    | Cuota           |                 |
| --------- | --------- | --------- | -------------------- | ------------------- | --------------- | --------------- | --------------- |
|           | 1         | 7         | 2 de febrero de 2016 | 15 de marzo de 2016 |                 |                 |                 |

### Temporada 1: 2016
| N.º (serie) | N.º (temp.) | Protagonista        | Fecha de emisión      | Audiencia        |
| ----------- | ----------- | ------------------- | --------------------- | ---------------- |
| 1           | 1           | «Mikel Erentxun»    | 2 de febrero de 2016  | 1 546 000 (8,4%) |
| 2           | 2           | «Nacho García Vega» | 9 de febrero de 2016  | 1 265 000 (7,0%) |
| 3           | 3           | «Marta Sánchez»     | 16 de febrero de 2016 | 1 290 000 (6,9%) |
| 4           | 4           | «Antonio Carmona»   | 23 de febrero de 2016 | 987 000 (5,2%)   |
| 5           | 5           | «Manolo Tena †»     | 1 de marzo de 2016    | 1 134 000 (6,3%) |
| 6           | 6           | «Sole Giménez»      | 8 de marzo de 2016    | 848 000 (4,7%)   |
| 7           | 7           | «David DeMaría»     | 15 de marzo de 2016   | 832 000 (4,5%)   |

### Canciones
- Mikel Erentxun
  - Mañana (por Manolo Tena)
  - En algún lugar (Duncan Dhu) (por David DeMaría)
  - No puedo evitar (pensar en ti) (Duncan Dhu) (por Sole Giménez)
  - ¿Quién se acuerda de ti? (por Nacho García Vega)
  - Una calle de París (Duncan Dhu) (por Marta Sánchez)
  - A un minuto de ti (por Antonio Carmona)
  - Ojos de miel

- Nacho García Vega (Nacha Pop)
  - Grité una noche (por Manolo Tena)
  - Vístete (por Mikel Erentxun)
  -  Chica de ayer (por Antonio Carmona)
  - Una décima de segundo (por Sole Giménez)
  - Asustado estoy (por Marta Sánchez)
  - No van a separarme de ti (Rico) (por David DeMaría)
  - Nadie puede parar

- Marta Sánchez
  - Desesperada (por David DeMaría)
  - Soldados del amor (Olé Olé) (por Manolo Tena)
  - Soy yo (por Antonio Carmona)
  - Con sólo una mirada (Olé Olé) (por Sole Giménez)
  - Quiero más de ti (por Mikel Erentxun)
  - Desconocida (por Nacho García Vega)
  - La que nunca se rinde

- Antonio Carmona
  - Vengo venenoso (por Marta Sánchez)
  - No estamos lokos (Ketama) (por David DeMaría)
  - Tú volverás (Ketama) (por Manolo Tena)
  - Miénteme (Ketama) (por Sole Giménez)
  - Para que tú no llores (por Mikel Erentxun)
  - Problema (Ketama) (por Nacho García Vega)
  - Vente pa' Madrid (Ketama)

- Manolo Tena †
  - Marilyn Monroe  (Alarma!!!) (por Mikel Erentxun)
  - Sangre Española (por David DeMaría)
  - Quiero beber y no olvidar (por Marta Sánchez)
  - De ley (Rosario Flores) (por Antonio Carmona)
  - Frío (Alarma!!!) (por Nacho García Vega)
  - Loco por verte (por Sole Giménez)
  - Llévame hasta el mar

- Sole Giménez (Presuntos Implicados)
  - No hay humor (por Mikel Erentxun)
  - Como hemos cambiado (por David DeMaría)
  - Alma de blues (por Marta Sánchez)
  - Las palabras de amor (por Antonio Carmona)
  - Cada historia (por Nacho García Vega)
  - Sed de amor (por Manolo Tena)
  - Mi pequeño tesoro

- David DeMaría
  - Despertaré cuando te vayas (por Manolo Tena)
  - Enamorada (por Sole Giménez)
  - Niña piensa en ti (Los Caños) (por Mikel Erentxun)
  - Que yo no quiero problemas (por Antonio Carmona)
  - Cada vez que estoy sin ti (por Marta Sánchez)
  - La ciudad perdida (por Nacho García Vega)
  - Precisamente ahora